# Liste der Baudenkmale in Buckow (Märkische Schweiz)
In der Liste der Baudenkmale in Buckow (Märkische Schweiz) sind alle Baudenkmale der brandenburgischen Stadt Buckow (Märkische Schweiz) und ihrer Ortsteile aufgelistet. Grundlage ist die Veröffentlichung der Landesdenkmalliste mit dem Stand vom 31. Dezember 2021.

## Legende
In den Spalten befinden sich folgende Informationen:
- ID-Nr.: Die Nummer wird vom Brandenburgischen Landesamt für Denkmalpflege vergeben. Ein Link hinter der Nummer führt zum Eintrag über das Denkmal in der Denkmaldatenbank. In dieser Spalte kann sich zusätzlich das Wort Wikidata befinden, der entsprechende Link führt zu Angaben zu diesem Denkmal bei Wikidata.
- Lage: die Adresse des Denkmales und die geographischen Koordinaten. Link zu einem Kartenansichtstool, um Koordinaten zu setzen. In der Kartenansicht sind Denkmale ohne Koordinaten mit einem roten beziehungsweise orangen Marker dargestellt und können in der Karte gesetzt werden. Denkmale ohne Bild sind mit einem blauen bzw. roten Marker gekennzeichnet, Denkmale mit Bild mit einem grünen beziehungsweise orangen Marker.
- Bezeichnung: Bezeichnung in den offiziellen Listen des Brandenburgischen Landesamtes für Denkmalpflege. Ein Link hinter der Bezeichnung führt zum Wikipedia-Artikel über das Denkmal.
- Beschreibung: die Beschreibung des Denkmales
- Bild: ein Bild des Denkmales und gegebenenfalls einen Link zu weiteren Fotos des Baudenkmals im Medienarchiv Wikimedia Commons

## Baudenkmale in den Ortsteilen

### Buckow (Märkische Schweiz)
| ID-Nr.   | Lage                                                  | Bezeichnung | Beschreibung | Bild |
| -------- | ----------------------------------------------------- | --- | --- | --- |
| 09180898 | (Lage)                                                | Historischer Marktplatz in Buckow, bestehend aus der sein Erscheinungsbild prägenden historischen Substanz der baulichen Anlagen, Straßen- und Platzräumen, Pflasterung und Begrünung sowie Marktbrunnen und Gefallenendenkmal vor der Kirche | Der zentrale Brunnen auf dem Marktplatz wurde am 13. Juli 1924 eingeweiht. Der Zierbrunnen mit Kupferdach – eigentlich eine Wasserpumpe – wurde nach einem Entwurf des Oberbaurats Zeyß angefertigt und zum Teil durch Spenden der Buckower finanziert. Die Kunstschmiedearbeiten (Verzierungen und Figuren) stiftete die Berliner Kunstschlosserei Schulz & Holdefleiß. | Historischer Marktplatz in Buckow, bestehend aus der sein Erscheinungsbild prägenden historischen Substanz der baulichen Anlagen, Straßen- und Platzräumen, Pflasterung und Begrünung sowie Marktbrunnen und Gefallenendenkmal vor der Kirche |
| 09180386 | (Lage)                                                | Schlosspark mit Scheune und Eiskeller | Der rund fünf Hektar große Park des 1948 abgetragenen Schlosses Buckow erstreckt sich nördlich des Marktplatzes bis zum 61 Meter hohen Schlossberg und grenzt im Osten an den Stobber und den Griepensee. Der Schlosspark wurde im 19. Jahrhundert vom Barockgarten in einen englischen Landschaftspark umgestaltet und Ende des 20. Jahrhunderts nach historischen Plänen rekonstruiert. Zu den Rekonstruktionen gehört unter anderem das zerstörte Angelhäuschen am Griepensee, das 1805 nach Plänen des jungen Schinkel errichtet worden sein soll. Der Park ist Bestandteil der Buckower Rosentage. Im Sommer finden Konzerte der Reihe „Klassik im Grünen“ statt. | weitere Bilder |
| 09180381 | Am Bahnhof (Lage)                                     | Bahnhof mit Empfangsgebäude, Fahrkartenausgabe und Gepäckexpressgutabfertigung, Laderampe, Inselbahnsteig, Maschinenhaus mit Unterwerk, Werkstattgebäude, Lok- und Wagenschuppen sowie gepflastertem Bahnhofsvorplatz mit begrünter Insel | Der Bahnhof wurde 1897 als Endbahnhof der Buckower Kleinbahn, die im eingleisigen Pendelverkehr den Anschluss an die Preußische Ostbahn in Müncheberg herstellte, eröffnet. 1998 für den planmäßigen Nahverkehr geschlossen, verkehrt die Bahn heute (Stand 2012) in den Sommermonaten als Museumsbahn, betrieben vom Eisenbahnverein Märkische Schweiz e. V. Im Bahnhof befindet sich ein kleines Eisenbahnmuseum. | weitere Bilder |
| 09180382 | Am Bahnhof (Lage)                                     | Gedenkstein für Opfer des Faschismus (OdF) | Der Gedenkstein besteht aus einem Findling auf einem zweilagigen Sockel aus Feldsteinen und einer schwarzen Tafel mit der weiß abgehobenen Inschrift: Den Toten zur Ehre / Den Lebenden zur Mahnung. Die Form des dreieckigen KZ-Zeichens zwischen den beiden Zeilen weist nach Angabe der Historikerin Regina Scheer auf die 1940er-Jahre hin. Inwieweit der Gedenkstein an konkrete Vorgänge in Buckow erinnert, ist laut Scheer unklar. | Gedenkstein für Opfer des Faschismus (OdF) |
| 09180918 | Berliner Straße 10, 65/66 / Buckowseepromenade (Lage) | Mühlenwerk Buckow mit Mehlumschlaglager | Die Wassermühle am Stobber (Vordermühlenbrücke) wurde wahrscheinlich um 1880 errichtet und anschließend mehrfach umgebaut und erweitert. Sie verfügte über vier Walzenstühle. Bis 1928 gehörte die Karowsche Vordermühle zum 1959 nach Buckow eingemeindeten Dorf Hasenholz. Bis dahin im Privatbesitz, wurde die Mühle 1949 enteignet. Nach der Einstellung des Mühlenbetriebs Ende der 1960er-Jahre wurden die technischen Einrichtungen weitgehend entfernt. Danach wurden die Gebäude als Lager und Getränkeabfüllstation genutzt. Nach der Wende reprivatisiert, wurde die Mühle 2005 unter Denkmalschutz gestellt und anschließend teilrenoviert. An der 2008 sanierten Fassade des Verwaltungsgebäudes wurde der Schriftzug/Name aus der DDR-Zeit neu aufgetragen: VEB (K) Mühlenwerk Buckow. VEB steht für Volkseigener Betrieb und das (K) für kreisgeleitet. Mit Stand 2012 ist ein Teil des Ensembles im Besitz der Stadt Buckow, ein Teil in Privatbesitz. Auf dem stadteigenen Teil soll ein neues Feuerwehrhaus der Freiwilligen Feuerwehr Buckow entstehen. | Mühlenwerk Buckow mit Mehlumschlaglager |
| 09181447 | Berliner Straße 27 (Lage)                             | Haus Luther | | BW |
| 09180768 | Bertolt-Brecht-Straße 20/21 (Lage)                    | Villa mit Garten einschließlich Einfriedung, Waschhaus, Gartenhaus, Bootshaus, Turmpavillon, Brunnen und Gartenskulpturen | Die Villa aus der Gründerzeit liegt am Ostufer des Schermützelsees. | Villa mit Garten einschließlich Einfriedung, Waschhaus, Gartenhaus, Bootshaus, Turmpavillon, Brunnen und Gartenskulpturen |
| 09180383 | Bertolt-Brecht-Straße 29/30 (Lage)                    | Sommerwohnsitz von Bertolt Brecht und Helene Weigel, bestehend aus Atelierhaus, Chauffeur- und Gärtnerhaus mit Seitenflügel und Veranda, Pavillon über Eiskeller und Garagen, Bootshaus, Wasserturm sowie parkartiger Gartenanlage mit Seebalustrade, Brücke, Boots- und Badesteg, Gartenskulpturen, Blumengarten und straßenseitiger Grundstückseinfriedung | Das Brecht-Weigel-Haus liegt gleichfalls am Ostufer des Schermützelsees. Das Anwesen und das Gebäudeensemble erhielt sein heutiges Gesicht weitgehend nach 1910, als der Bildhauer Georg Roch aus Berlin-Schöneberg die Liegenschaft kaufte. Nach Plänen von Bruno Möhring ließ er das Atelierhaus bauen, ein giebelständiger Putzbau mit Mansardgiebeldach und Elementen des sogenannten Heimatstils. Plastiken Rochs zieren das Anwesen noch heute. In dem angekauften Sommerwohnsitz arbeiteten Bertolt Brecht und Helene Weigel seit 1952, Helene Weigel auch nach dem Tod Brechts 1956 bis zu ihrem Tod 1971. Hier schrieb Brecht im Juli/August 1953 den Gedichtzyklus Buckower Elegien, in dem er, wie im Gedicht Die Lösung (Wäre es da Nicht doch einfacher, die Regierung Löste das Volk auf und Wählte ein anderes?), in der poetischen Reflexion der Ereignisse des 17. Juni 1953 gegenüber der DDR-Regierung eine deutlich distanzierte Haltung einnahm. Seit 1977 dient das Haus als Museum und Gedenkstätte für das Künstlerehepaar. Mit seinen Ausstellungen und Veranstaltungen wie dem jährlichen Literatursommer mit Lesungen, Liedernachmittagen, Konzerten, Gesprächsrunden und Filmen wurde das Haus von der Initiative Deutschland – Land der Ideen als „Ausgewählter Ort 2006“ präsentiert. Das Gartenhaus bewohnt heute (Stand 2012) die Tochter Brechts/Weigels Barbara Brecht-Schall. | weitere Bilder |
| 09180991 | Königstraße 4 (Lage)                                  | Wohn- und Geschäftshaus | Das Haus in der Königstraße 4/Ecke Schulstraße (rechts im Bild) liegt im historischen Zentrum Buckows südlich gegenüber der Stadtpfarrkirche (in der Königstraße wurde die Hufeisennummerierung bis heute beibehalten). Mit Stand 2012 steht das Gebäude leer. Das Haus wurde im Jahre 2008 als Baudenkmal in die Denkmalliste eingetragen. | Wohn- und Geschäftshaus |
| 09180384 | Königstraße 47 (Lage)                                 | Wohnhaus | Das bereits 1747 erwähnte ehemalige Hirtenhaus/Schäferhaus in der erst viel später so benannten Königstraße Nr. 47 bildete seinerzeit die Ortsgrenze und war das letzte Haus am Stadtausgang von Groß-Buckow in Richtung des Friedhofs vor dem Tore, also in Richtung Sieversdorf. Mit Stand 2012 steht das Haus leer. | Wohnhaus |
| 09180836 | Königstraße 54 (Lage)                                 | Wohnhaus mit Grundstückseinfriedung | Das sogenannte Rote Haus an der Ecke zur Wallstraße wurde im Rahmen der Stadterneuerung Buckow in Kombination mit privat finanzierten Modernisierungs-/Instandsetzungs-Maßnahmen saniert. (Hinweis: Das Gebäude ist im sehr detaillierten Maßnahmenplan zur Sanierung im Bereich Stadtzentrum Buckow im Rahmen der Stadterneuerung von 2007 – im Gegensatz zu anderen Objekten in diesem Bereich – nicht als Baudenkmal gekennzeichnet.) | Wohnhaus mit Grundstückseinfriedung |
| 09180380 | Königstraße 57 (Lage)                                 | Stadtpfarrkirche | Die evangelische Stadtpfarrkirche wurde ursprünglich im Mittelalter erbaut. Nachdem die Kirche 1665 und 1686 gebrannt hat, wurde sie erneuert. Der Turm wurde 1890 / 1891 errichtet. Nach Zerstörungen im Zweiten Weltkrieg wurde die Kirche entsprechend der Zeit wieder hergestellt. | weitere Bilder |
| 09180169 | Königstraße 58 (Lage)                                 | Wohnhaus | Das Haus neben der Stadtpfarrkirche wurde im Rahmen der Stadterneuerung Buckow saniert – das nebenstehende Bild zeigt das eingerüstete Gebäude im Zustand Oktober 2012. Allerdings ist auch dieses Haus im Maßnahmenplan von 2007 nicht als Baudenkmal gekennzeichnet. Laut Angabe aus dem Jahr 2003 plante die Stadt, in dem Haus ein Soziokulturelles Zentrum einzurichten. | Wohnhaus |
| 09181440 | Lindenstraße 10-11 (Lage)                             | Haus Wilhelmshöhe mit Hauptgebäude, Verbindungs- und Saalbau sowie straßenseitiger Stützmauer mit Tor und Treppenaufgang | | weitere Bilder |
| 09180385 | Lindenstraße 14 (Lage)                                | Sowjetisches Ehrenmal mit Grabstätte | Das Ehrenmal erinnert an 70 sowjetische Soldaten, die im Kriegsjahr 1945 gefallen sind. Das Denkmal steht auf einem dreistufigen Steinpodest und ist als silberfarbene Tragfläche eines Flugzeugs gestaltet. Im oberen Tragflächenteil ist ein Roter Stern integriert. Am Fuß der Tragfläche liegen zwei Propellerflügel aus schwarzem Metall. Zwischen den Propellern, vor dem Denkmal sowie an der rückseitigen Mauer aus roten Klinkersteinen befinden sich mehrere Tafeln aus schwarzem Granit mit goldener, überwiegend kyrillischer Inschrift und mit Namen der Gefallenen. | Sowjetisches Ehrenmal mit Grabstätte |
| 09181147 | Ringstraße 16 (Lage)                                  | Villa mit straßenseitiger Einfriedung | Die Villa aus der Gründerzeit liegt am Hochufer des Schermützelsees im Teil der Ringstraße, der in erhöhter Lage über dem Ostufer verläuft. Seit 2012 wurde die Villa saniert, das nebenstehende Bild zeigt das Gebäude im Zustand Oktober 2012. | Villa mit straßenseitiger Einfriedung |
| 09180789 | Wallstraße 15 (Lage)                                  | Wohnhaus | Das Gebäude liegt im historischen Zentrum Buckows. Das alte märkische Haus ist im Stadterneuerungsplan von 2007 als leerstehend und zwar als Baudenkmal, nicht aber als Sanierungsobjekt mit städtebaulicher Förderung gekennzeichnet. Das nebenstehende Bild zeigt das Haus im Zustand Oktober 2012. Die Festbroschüre zum 750-jährigen Stadtjubiläum bildete das Haus als Einzeldenkmal in ähnlichem Zustand ab und schrieb 2003 allgemein zu den baufälligen Häusern: Einige Gebäude warten noch auf einen neuen Besitzer, andere auf den Mut und die finanziellen Möglichkeiten der Hausherren. Aber auch das Unerledigte, das Morbide und fast Vergessene macht den besonderen Reiz von Buckow aus. | Wohnhaus |
| 09181283 | Wriezener Straße (Lage)                               | Grenzstein zwischen den einstigen Kreisen Oberbarnim und Lebus | | BW |

### Hasenholz
| ID-Nr.            | Lage   | Bezeichnung | Beschreibung | Bild           |
| ----------------- | ------ | ----------- | --- | -------------- |
| 09180387 Wikidata | (Lage) | Dorfkirche  | Die evangelische Feldsteinkirche wurde im 13. Jahrhundert erbaut. Sie liegt inmitten des Angers des Straßenangerdorfs Hasenholz, das 1375 erstmals im Landbuch Karls IV. erwähnt wurde und bis zur Eingemeindung nach Buckow 1959 selbstständig war. Die 18,3 m lange und 8,2 m breite Kirche besteht aus einem einfachen Rechtecksaal mit einem aufgesetzten, verbretterten Dachturm aus Fachwerk am Westende. Sie ist fast durchgängig aus regelmäßigen Feldsteinen gemauert. | weitere Bilder |